# Міноква (переписна місцевість, Вісконсин)
Міноква (англ. Minocqua) — переписна місцевість (CDP) в США, в окрузі Онейда штату Вісконсин. Населення — 411 особа (2020).

## Географія
Міноква розташована за координатами 45°52′39″ пн. ш. 89°42′11″ зх. д. / 45.87750° пн. ш. 89.70306° зх. д. (45.877537, -89.703085).  За даними Бюро перепису населення США в 2010 році переписна місцевість мала площу 1,82 км², з яких 1,68 км² — суходіл та 0,14 км² — водойми.

## Демографія
Згідно з переписом 2010 року, у переписній місцевості мешкала 451 особа в 264 домогосподарствах у складі 93 родин. Густота населення становила 248 осіб/км².  Було 443 помешкання (243/км²).
Расовий склад населення:
| - 91,6 % — білих - 3,8 % — корінних американців - 1,3 % — азіатів - 0,4 % — чорних або афроамериканців |

До двох чи більше рас належало 2,7 %. Частка іспаномовних становила 0,7 % від усіх жителів.
За віковим діапазоном населення розподілялося таким чином: 11,8 % — особи молодші 18 років, 60,0 % — особи у віці 18—64 років, 28,2 % — особи у віці 65 років та старші. Медіана віку мешканця становила 49,1 року. На 100 осіб жіночої статі у переписній місцевості припадало 91,1 чоловіків;  на 100 жінок у віці від 18 років та старших — 86,0 чоловіків також старших 18 років.
Середній дохід на одне домашнє господарство  становив 32 661 долар США (медіана — 22 250), а середній дохід на одну сім'ю — 50 467 доларів (медіана — 58 009). За межею бідності перебувало 32,3 % осіб, у тому числі 0,0 % дітей у віці до 18 років та 17,1 % осіб у віці 65 років та старших.
Цивільне працевлаштоване населення становило 124 особи. Основні галузі зайнятості: мистецтво, розваги та відпочинок — 41,1 %, освіта, охорона здоров'я та соціальна допомога — 19,4 %, транспорт — 14,5 %, науковці, спеціалісти, менеджери — 9,7 %.